# 華の嵐
『華の嵐』（はなのあらし）は、1988年に放映された、東海テレビ・泉放送制作が制作した昼ドラである。放映回数は全70話。

## 概要
東海テレビの昼ドラで通算94作品目となる作品である。1988年1月期に放映された東海テレビの昼ドラとしては大変高い人気を集め、平均視聴率は16%を越えていた。ドラマティックな展開が話題となり、主婦や若年層の女性を中心に社会現象にもなった。高木美保が演じたヒロインの朝倉柳子が、劇中しばしば挨拶として口にする「ごきげんよう」は、女子学生たちの間でちょっとした流行語になった。このドラマの大ヒットを受け、翌年の『夏の嵐』もほぼ同様のキャスト、内容となっている。このドラマで共演した高木美保と渡辺裕之はゴールデンコンビと呼ばれた。
マーガレット・ミッチェルの小説『風と共に去りぬ』をモチーフにしており、昭和初期から第二次世界大戦後まもなくの時代を舞台に、華族と平民の愛と激動を描いた作品で、「グランドロマン」と言われることもある。
オープニングにて「原作・長坂秀佳」とクレジットされる。これは長坂が第11話までの脚本（10話までは決定稿、11話は準備稿）を書いた段階で制作局との間で意見が対立し、長坂が降板したための措置であった。後に長坂は、第11話までは「わたしの脚本の数行を直しただけで放送されたが、それ以降のストーリーは、本来のわたしのテーマや構想から大きく外れ、全体としてはわたしの意図したものとは似ても似つかぬものとなってしまった」と語っている。

## あらすじ
大正9年。母親を亡くした一人の少年がいた。彼の名は天堂一也。母親の葬式で、近所の老人たちから、母親は朝倉男爵にもてあそばれ、捨てられたと聞かされた一也は、朝倉景清と朝倉家に対して、激しい復讐心を抱く。
一方、男爵・朝倉景清は、妻の貴久子と生まれたばかりの娘・柳子を連れてフランスから帰国したばかりであった。
そして20年の時が過ぎた。昭和15年、朝倉男爵への復讐に燃える一也と、美しく、気高く成長した柳子が出会い、お互いに反発しながらも激しく惹かれ合っていく…。

## キャスト
- 朝倉柳子：高木美保[3][4][5]
朝倉景清・貴久子の長女。フランス生まれ。朝倉家の跡取りとして育てられ、男爵令嬢らしく、勝ち気で誇り高い性格の美女。趣味は乗馬でよく遠乗りに出かける。またピアノもたしなみ、心乱れたときはよくショパンの『革命』や、ベートーヴェンの『月光 第三楽章』を弾く。
ある日、乗馬に出かけた時に柳子の進路を横から妨害してきた男がいた。その男が父に恨みを抱く天堂一也であった。柳子はそんな一也に対し激しい怒りを抱くが、いつしか互いに惹かれ合うようになる。しかし一也が朝倉家への恨みの感情を捨てきれず、一也との愛を諦め、同じ華族の血につながる伊能鳥彦と婚約するものの、鳥彦はシンガポールで死亡する。やがて、一也の出征前夜に2人だけの結婚式を挙げ、一也の妻として生きていくことを誓う。が、やがて一也の戦死を伝える手紙が届き、絶望し自殺を図る。危ないところであったが命は助かった。終戦後、一也への思いを捨てきれずいたが、従兄弟の圭吾からの強い求婚を受け、朝倉家を守るために結婚。戦後、華族制度が廃止となり平民に落ち、没落した朝倉家の再興を目指して圭吾となりふり構わず働くが、そのためにすっかり人が変わってしまい、「夜叉夫人」と揶揄される。
後に一也の生存を知り、一也への断ち切れない愛情と自分の立場との間で激しく葛藤する。圭吾の手段を選ばない汚いやり方についていけず、次第に元の優しく気高い心を取り戻していく。最終回では、北海道へ孤児たちとともに出発する一也の前に現れ、彼とともに北海道へ行き、孤児院の建設を手伝う。
- 天堂一也：渡辺裕之[3][4][5]（少年時代:中田貴裕）
朝倉家への復讐に燃える青年。9歳の時、目の前で行商人の母親・富士乃を亡くす。富士乃の葬式の際に、近所の老人たちから、「富士乃は朝倉男爵にもて遊ばれて捨てられた」と聞かされ、それ以来、朝倉男爵こと朝倉景清や朝倉の縁につながる者たちへの復讐に生きることを誓う。成人後は満州に渡り、川島芳子配下の馬賊「安国軍」に属していた（第24話で天堂を尋問した憲兵とのやり取り）。帰国後、友人の山下と会社を興す。復讐の手始めとして朝倉男爵が力を入れていた朝倉葡萄園を乗っ取りにかかろうと画策する。また、男爵の娘・柳子には偽りの恋をしかけ、手ひどく裏切り捨ててやることで母の無念を晴らそうとする。しかし、不覚にも柳子と愛し合うようになってしまう。やがて、朝倉男爵が心から母を愛していた事実を知り、今際の際の男爵に謝罪・懺悔し、許しを請う。以降、朝倉男爵を尊敬するようになる。男爵の死後、柳子と愛するようになるが、一也の満州での経歴に目を付けた特別高等警察により、陸軍のスパイ養成所、陸軍中野学校へと送られる。スパイとして裏の世界で暗躍していたが、柳子との関係を上官に知られ、柳子を守る為に上官の命令を拒否した結果、中国大陸の最前線へ送られる。
終戦後、やっとのことで帰国をするものの、自分は戦死扱いとなっていたことを知らず、自分の帰りを待てずに圭吾と結婚していた柳子を憎む。全てに対して投げやりな状態となるが、飛田雄介と出会って改心し、戦後の東京復興の為に飛田と力を合わせることにする。朝倉家の凋落を知り、なりふり構わぬ柳子と圭吾の姿を目の当たりにし、真の誇りを取り戻すよう柳子に度々忠告するが聞き入れられない。圭吾と柳子の地上げ計画が自身の住む下町に及ぶことを知り、住人や飛田組と協力し、二人と対決する事となる。
- 津川圭吾（第31話より朝倉圭吾）：長塚京三
貴久子の父・津川子爵の次男。柳子・琴子姉妹にとっては従兄。柳子たちとは小さい頃から兄弟のように育ってきた。趣味は雲の写真を撮ることだったが、一也が朝倉家を潰そうとしているのを知り、カメラを捨てて景清の右腕となって働く。また柳子が一也を愛していることに嫉妬し、一也を憎むようになる。
朝倉男爵の死後、朝倉家の養子となり、男爵位を継ぐ。その後、柳子と結婚する。戦後の混乱の中、朝倉家存続のために手段を選ばず辣腕ぶりを発揮するが、米軍大佐ケンプトンに対しての贈賄容疑で逮捕され、それがきっかけとなり経営は破綻する。
- 大森タカ：岩井友見
居酒屋「なすび」の女主人。一也や朝倉姉妹にとって姉のような存在。二階の部屋を一也に貸している。組合活動にのめり込んで妻子を顧みなくなった夫と別れ、息子の正一を女手一つで育てている。疎開先で正一は病死。戦後、再び東京に出てくる。飛田雄介の行きつけの居酒屋の女将として、戦地から無事に帰国した一也と再会を果たす。柳子とのことを含め、一也のことを何かと支え、ついには一也と結婚する。親のいない子供たちのための孤児院を作るのが夢であり、そのことが、一也と柳子の人生に大きく影響することとなる。
地上げ屋との対立の中、その手先の暴漢に殺されそうになる柳子をかばって刺され、一也と柳子に看取られながら息を引き取った。
- 朝倉景清：高松英郎
朝倉男爵。葡萄園を経営。「世界一のワインを作る」という夢を持っている。貴久子と結婚する前に、小間使いの富士乃と愛し合い、愛のために爵位を捨てようとまで思い詰めたことがある、情熱漢。狭い日本だけではなく、世界に目を向ける視野の広さと、平和を愛する心を持ち、度々軍部と衝突する。それが災いし、太平洋戦争中、スパイ容疑をかけられ、勾留されてしまう。やがて釈放されるものの、勾留中からの体調悪化が原因で、自宅で死去する。
- 朝倉貴久子：稲垣美穂子
朝倉男爵夫人。華族としての誇りを持ち、気位が高く、女性のことを「華族の女と、そうでない女」の2種類に分けて考えている。しかし男爵の良き妻であり、姉妹にとっては心優しい母親である。琴子が柳子に反発し、家を出ていった事で心を痛めていた。最終回では人手に渡った朝倉邸に一礼し、きぬを供に四国巡礼の旅に立つ姿が見られた。
- 朝倉琴子：早瀬優香子
朝倉家の次女で、柳子の妹。天真爛漫で夢見がちな性格だが、柳子も意識していない本心をずばりと言い当てるなど、鋭い一面もある。家族から子供扱いされるのを少々不満に思っている。柳子とは仲のいい姉妹だったが、戦後、柳子と圭吾がなりふり構わぬ金儲けに走るようになってからは柳子に反発し、朝倉家を出てタカの家に下宿しながら働くうち、飛田に好意を寄せるようになる。後にアメリカ合衆国の大学に留学した。
- 伊能鳥彦：並木史朗（現・並樹史朗）
圭吾の友人で、伊能子爵家の次男。『東京日日新聞』の記者。柳子に一目ぼれし、やがて婚約するが、柳子の愛が自分にないことを知って思い悩む。従軍記者としてシンガポールに向かい、流れ弾に当たって戦死する。
- 山下順造：小宮健吾
満州にいた頃に一也に命を助けられ、それ以来の親友。帰国後、一也と行動を共にする。昭和17年2月に召集令状が来て陸軍に入営するが、その後の消息は不明。
- 飛田雄介：黒沢年男（現・黒沢年雄）
土木工事会社「飛田組」の社長。空襲で妻子を亡くしている。戦後、天堂と知り合い、一緒に仕事をすることになる。タカを殺し、琴子を襲った片岡への怒りを抑えられず、直接対決に出向いた折、片岡が取りだした拳銃を押さえようともみ合うなかでの事故で片岡が死亡、殺人容疑で警察に連行される。しかし数日後、正当防衛が認められて保釈された。
- 片岡元：佐藤仁哉
片岡男爵家の次男。柳子に求婚するが、はねつけられる。後に柳子に対して、景清にかけられたスパイ容疑を晴らすために、陸軍法務局長と会わせてやると嘘をつき、柳子を自分のものにしようとするが、天堂にこてんぱんにやっつけられる。戦前戦後を通じて財界に力を示し、戦後は圭吾と手を組み、悪辣な地上げ行為に手を染める。さらに交渉の名目で琴子を料亭に呼び出し、強姦しようとするものの、命がけの抵抗にあい、未遂に終わる。アジトに乗り込んだ飛田雄介と格闘するが、そのはずみで片岡は手にしていた拳銃を自分に向けて誤射、あえなく死亡する。
- きぬ：町田博子
朝倉家の女中頭。柳子の良き理解者。
- 平沼:中島元
朝倉家の執事。富士乃が朝倉家を去った折に残した手紙を、景清が家を捨てて後を追うことを恐れて35年隠し通した。このことを柳子に告白して詫び、手紙は景清と天堂に渡され、わだかまりを解くきっかけとなった（第24話）。
- 杉山：遠藤憲一
圭吾のボディガード。後に詐欺などの容疑で逮捕され、警視庁に連行される。
- 富士乃：岐邑美沙子
一也の母親。18歳の時、朝倉家に小間使いとして奉公に出される。朝倉家では「萩」という名前で呼ばれていた。景清と密かに愛し合うようになるが、男爵家の跡取りと小間使いの自分が結ばれることはできないと身を退く決心をし、景清のもとから姿を消す。その後、天堂（一也の父親）と結婚するが、一也が生まれてすぐ夫は死に、残された彼女は呉服の行商をして夫の作った借金を返しながら、一也を育てた。一也が9歳の時、行商中に倒れ、景清の名前を呼びながら息を引き取った。
- 正一:大熊敏志
タカの息子。一也や柳子の弟分。一也を「おじさん」と呼び、なついている。しかし、疎開先で川に落ちて亡くなる。
- 大谷一夫
- 宮内順子
- 伊東達広
- 水城蘭子
- 伊藤克信
- ナレーション：中西妙子

## スタッフ
- 原作:長坂秀佳
- 企画:出原弘之（東海テレビ放送）
- 脚本:田口耕三[4][5]、下飯坂菊馬[4][5]、大久保昌一良[4][5]
- 音楽:奥慶一[4]
- 技術:桜井茂
- カメラ:山崎秋夫、小野田芳夫、古川好伸、宮崎義毅
- 照明:田頭祐介、荒井徹夫、岡本富雄
- 音声:渡辺秀治
- カラー調整:石田伸夫
- 効果:諸橋一男
- 編集:新井孝夫
- デザイン:金子幸雄
- 美術制作:小瀬正尚（アックス）
- 小道具:石野隆一（東京美工）、山下正明
- 大道具:森晴美（東宝舞台）
- 衣裳:大迫靖秀（京都衣裳）
- 化粧:遠山直子（ユミ・ビュアクス）、内藤芳美
- 床山:高橋紀子（細野かつら）
- 持道具:森田穣（京阪商会）
- 造園：アサヒ植木
- 建具：マエヤマ
- 演出補:桐ヶ谷嘉久、清水泰雄、北村信彦
- 記録:木下真理子、岡田祐子
- 制作補:森雅之
- 技術協力:東通、緑山スタジオ・シティ
- プロデューサー:井村次雄（東海テレビ放送）、 松村明（泉放送制作）、福田真治（泉放送制作）
- 演出:松生秀二、花堂純次、福田真治、井村次雄
- 制作:東海テレビ放送、泉放送制作

## 再放送
2022年7月1日から、BS松竹東急で再放送されている。

## 関連商品
- 1989年、ワニブックスよりコミックス版（全5巻）が発売された。（原作：長坂秀佳、作画：岸田恋）
- 2005年12月、6枚組DVD-BOXがジェネオン・ユニバーサル・エンターテイメントより発売される予定だったが、発売中止になっている。
- 2012年5月30日、デジタルリマスター版DVDボックスセット『華の嵐 DVD-BOX第1章』がTCエンタテインメント・ベストフィールドから発売されたが、6月15日に廃盤となり、6月29日と7月27日にそれぞれ発売予定であった第2章及び第3章も発売中止となった。